# Kostymör

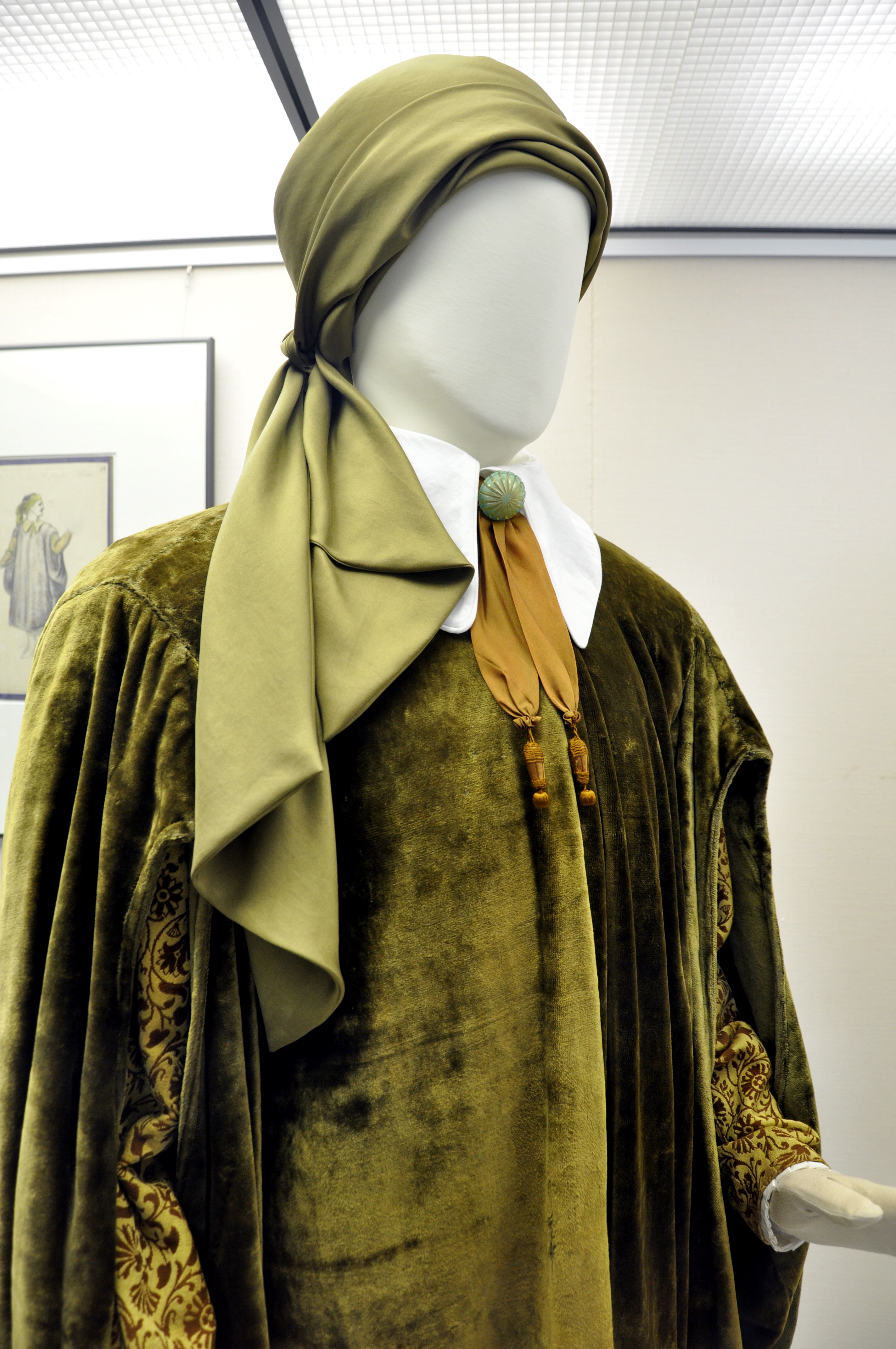
Dräkt till en tysk uppsättning av Shakespears pjäs En vintersaga.

Kostymör, kostymdesigner eller kostymtecknare är ett konstnärligt yrke som har ansvaret för att rita och framställa kostymer till teaterföreställningar, TV- och filmproduktioner samt scenkläder inom musikbranschen.

## Yrkesbeskrivning
Kostymören designar eller väljer ut/köper in kostymer för kulturproduktioner och samarbetar tätt med regissören, scenografen, maskören och attributören för att med kostymerna hjälpa till att understryka och förtydliga pjäsens eller filmens innehåll. Inte sällan är kostymör och scenograf samma person och arbetet innebär både konstnärlig design och konstnärlig ledning av den praktiska kostymtillverkningsprocessen.
Yrket är besläktat med kläddesigner och modeskapare inom konfektions- och modebranschen.

## Kända svenska kostymörer
- Inger Hallström Stinnerbom
- Svenbörje Gaborn
- Charles Koroly
- Mago
- Ulla-Britt Söderlund
- Camilla Thulin
- Marik Vos-Lundh